# Afrikaner Eenheidsbeweging
Die Afrikaner Eenheidsbeweging (deutsch etwa: „Einheitsbewegung der Afrikaaner“) war eine südafrikanische Partei. Sie trat unter ihrem Vorsitzenden Cassie Aucamp zu den Parlamentswahlen von 1999 an, bei denen sie 46.292 Stimmen (0,30 %) erhielt und einen Sitz im Parlament erlangen konnte, den Aucamp selbst einnahm. Im Laufe der Legislaturperiode kam es zum Zerwürfnis von Aucamp mit seiner Partei, die er in einer Neugründung, der National Action, eingehen lassen wollte, einige Mitglieder sich jedoch der Aufnahme von Coloureds in der neuen Partei widersetzten. Aucamp nutzte 2003 die Floor-Crossing-Periode für den Wechsel zur National Action, wodurch die Afrikaner Eenheidsbeweging ihren Sitz im Parlament verlor.
Bei den folgenden Wahlen von 2004 gelang es der National Action nicht, ins Parlament einzuziehen. Die Afrikaner Eenheidsbeweging war bereits zusammen mit der Konserwatiewe Party und der Vryheidsfront zur Vryheidsfront Plus fusioniert, der im Gegensatz zur National Action der Einzug ins Parlament gelang.